# Bangkok Glass Volleyball Club
Il Bangkok Glass Volleyball Club è una società pallavolistica femminile thailandese con sede a Bangkok: milita nel campionato di Volleyball Thailand League.

## Storia
Il Bangkok Glass Volleyball Club viene fondato nel 2014 e partecipa da subito alla massima divisione del campionato thailandese, per la stagione 2014-15, ottenendo la vittoria: la vittoria in campionato consente alla squadra di Bangkok di partecipare alla Thai-Denmark Super League e al campionato asiatico per club, riportando altri due successi; con la vittoria al campionato asiatico per club ottiene la qualificazione al campionato mondiale per club 2016.
Nella stagione 2015-16 vince nuovamente lo scudetto e la Thai-Denmark Super League.

## Rosa 2015-2016
| N° | Nome                  | Ruolo | Data di nascita   | Nazionalità sportiva |
| -- | --------------------- | ----- | ----------------- | -------------------- |
| 1  | Maliwan Prabnarong    | S/O   | 27 agosto 1990    | Thailandia           |
| 3  | Sutadta Chuewulim     | S     | 19 dicembre 1992  | Thailandia           |
| 4  | Wiravan Sattayanuchit | S     | 7 aprile 1993     | Thailandia           |
| 5  | Pleumjit Thinkaow     | C     | 9 novembre 1983   | Thailandia           |
| 8  | Pimpila Muekkhuntod   | S     | 20 settembre 1996 | Thailandia           |
| 9  | Jarasporn Bundasak    | C     | 1º marzo 1993     | Thailandia           |
| 10 | Jutarat Montripila    | S     | 2 ottobre 1986    | Thailandia           |
| 11 | Pornpun Guedpard      | P     | 5 maggio 1993     | Thailandia           |
| 12 | Karina Krause         | C     | 11 febbraio 1989  | Thailandia           |
| 13 | Witita Balee          | P     | 27 marzo 1991     | Thailandia           |
| 14 | Rasamee Supamool      | S/O   | 10 gennaio 1992   | Thailandia           |
| 15 | Tikamporn Changkeaw   | L     | 12 dicembre 1984  | Thailandia           |
| 17 | Wanida Kotruang       | S     | 29 giugno 1990    | Thailandia           |
| 18 | Anongporn Promrat     | C     | 2 marzo 1992      | Thailandia           |
| 19 | Pattrathip Santrakoon | P     | 17 giugno 1996    | Thailandia           |

## Palmarès
- Campionato thailandese: 2

2014-15, 2015-16
- Thai-Denmark Super League: 2

2015, 2016
- Campionato asiatico per club: 1

2015